# August Hlond
August Hlond S.D.B. (Mysłowice, 1881. július 5. – Varsó, 1948. október 22.) szalézi tartományfőnök, poznań-gnieznói metropolita érsek (1926–1946), varsó-gnieznói metropolita érsek (1946–1948), bíboros, Lengyelország Prímása (1926–1948), Isten Szolgája.
August Hlond bíboros-prímás Lengyelország történelmének egyik legnagyobb személyisége volt. Áldozópapként szolgált Krakkóban, Przemyślben és Bécsben, ahol rövid időn belül a szalézi rend bajorországi, ausztriai és magyarországi rendtartomány főnöke lett és ezzel tagja lett a magyar katolikus püspöki testületnek. Ezért magyar egyházi vezetőnek is számít. Katowice első püspöke volt, a két világháború között Serédi Jusztiniánnal együtt ő építtette fel a kőbányai lengyel templomot. A második világháború után ő teremtette meg Lengyelország nyugati megyéiben az egyházi közigazgatást és áthelyezte Varsóba a primási székhelyt. Folyamatban van a szentté avatása, ennek első lépcsőjeként Isten Szolgájává nyilvánították.

## Ifjúkora
A Katowice melletti Mysłowice felső-sziléziai város Brzęczkowice kerületében született Jan Hlond vasúti pályaőr (bakter) és Maria Imiel második gyermekeként. Antoni Hlond és Ignacy Hlond szalézi testvérek fivére. A Katowice melletti Zawodzieban fejezte be az általános iskolát, majd a Katowice melletti Mysłowiceban a gimnáziumot. Tizenkét testvére volt, közülük négyen léptek be a szalézi rendbe. Plébánosa rábeszélésére, a bátyjával együtt, először ő vágott neki a világnak tanulni, amikor a Lemberg közeli Turynba utazott az ottani szalézi kollégiumba. A szaléziak 1893-ban Olaszországba küldték, hogy ott folytassa a tanulmányait. 1896. október 13-án lépett be a szaléziak rendjébe és 1897. október 3-án letette az első, ideiglenes szerzetesi fogadalmát.
Egyetemi tanulmányait Rómában a Pápai Gregorián Tudományegyetemen folytatta. 1900. július 10-én doktorált filozófiából. Ezután visszament Lembergbe, ahol 1904. szeptember 15-én leérettségizett egy császári-királyi gimnáziumban. 1904. december 17-én kapta meg a tonzúrát és kisebb rendeket nyert, 1905. március 18-án már szubdiakónus, július 9-én diakónus, majd szeptember 23-án Krakkóban kapta meg az áldozópapi felszentelést. Az 1900–1909 években egymás után tanító és szalézi házak vezetője Oświęcimban, Krakkóban, Przemyślben és Lembergben.

## Magyar, bajor és osztrák főpap
August Hlond szalézi atya 1909-ben került Bécsbe, ahol az ottani szalézi ház vezetője és tanító lett, de közben már a bajor-magyar-osztrák szalézi rendtartomány főnökségén is szorgoskodott. Mindenütt, ahol csak megfordult, szerény, istenfélő embernek, de ugyanakkor kiváló szervezőnek ismerték meg. Ugyanakkor bárki segítségért, tanácsért, vagy éppen néhány meleg szóért fordulhatott hozzá – felebarátja számára mindig tudott időt szakítani. Nem véletlen, hogy szerzetestársai 1919-ben őt választották és bízták meg a rendtartomány vezetésével. Ennek köszönhetően ismerhette meg a Bécsben sokszor vendégeskedő Achille Rattit, a későbbi XI. Piusz pápát, aki utóbb egyengette az egyházi karrierjét.
Miután Lengyelországban népszavazás döntött arról, hogy Felső-Szilézia keleti része Lengyelországhoz kerüljön, az ő feladatává vált megszervezni ott a lengyel egyházi közigazgatást. A pápa 1922-ben nevezte ki Katowice székhellyel apostoli kormányzónak azon a területen, amelyet a boroszlói főegyházmegyétől csatoltak el. Nem volt ez egyszerű feladat. A kormányzónak végig kellett látogatnia az összes plébániát, templomot, mindenről leltárt készíteni, majd ahol hiányzott a lengyel plébános, a kinevezéséről gondoskodni és ezzel együtt megszervezni az új egyházmegyét minden hivatalával, kellékével együtt.

## Barátsága Serédi Jusztinián későbbi magyar hercegprímással
Korán került kapcsolatba, majd barátságba Serédi Jusztinián későbbi magyar bíboros-hercegprímással, aki szintén a későbbi pápa Achille Ratti baráti köréhez tartozott. Hlond szinte magyarrá lett, hiszen akár a bencésrendi Serédi Jusztinián, ő is szerzetes volt. Amikor a soknemzetiségű Lembergben az 1904. szeptember 15-i érettségire készült, számtalan magyar diáktársa volt, akiket tisztelt, nagyra becsült és megszeretett. Velük együtt élete végéig az ezeréves lengyel-magyar barátság szószólója, éltetője, védelmezője volt. 1919-től Bécsben Hlond a szalézi rend német-osztrák-magyar tartománya főnökeként tovább barátkozott a rendházban és a hozzá tartozó templomban igen sűrűn megforduló rendi és civil magyarokkal.
Achille Ratti barátjaként (akit a pápa 1918. május 19-én Lengyelország és Litvánia apostoli vizitátorává nevezett ki, ezért minden egyes lengyel szerzetesrend tartományfőnökével tartotta a kapcsolatot) egy alkalommal leutazott vele a közeli Pannonhalmára, ahol bemutatta az ot tartózkodó, de Bécsben igen gyakori vendég Szapucsek Györgynek. A későbbi magyar hercegprímás útban Rómába mindig a bécsi szaléziaknál szállt meg. A kőbányai lengyel templom közös kezdeményezésükre épült, miután Wincenty Danek lengyel plébános megkereste mindkettőjüket. Felszentelésén, 1930-ban együtt vettek részt. E templom híveivel való gyakori meghitt találkozások, közös imák során döbbent rá arra, hogy mennyire fontos a hazájuktól elszakadt lengyelek számára az anyanyelven történő lelki táplálék nyújtása. Hangosan panaszkodott, hogy „Az emigrációban veszendőbe mennek a lelkek”. Éppen ezért Budapestről hazatérve hónapokig azon dolgozott, hogyan lehetne megteremteni a külföldre szakadt lengyelek lelkipásztori szolgálatát.
1932-ben Ignacy Posadzy atyával létrehozta a Krisztus Társasága (Towarzystwo Chrystusowe) papi világi rendet, melynek missziós áldozópapjai világszerte olyan városokban és településeken vállalnak lelkipásztori szolgálatot, ahol több lengyel él. A Towarzystwo Chrystusowe dla Polonii Zagranicznej rendet „a keresztény szeretet és a lengyel hazafiság emlékművének” nevezte.

## Új egyházmegye főpásztora, majd poznań-gnieznói érsek és bíboros-prímás
Miután a pápa 1925 végével létrehozta az önálló katowicei egyházmegyét, és Hlond apostoli kormányzót nevezte ki a püspökség élére, 1926. január 3-án szentelte fel püspöknek Rómában. Eme tisztsége azonban nagyon rövid életű volt; már fél évvel később, június 24-én, római útja során átvette a pápától a legmagasabb lengyelországi méltóság viselésére szóló kinevezést. Február 13-án elhunyt ugyanis Edmund Dalbor poznań-gnieznói érsek, bíboros-prímás, és a pápa gyorsan be akarta tölteni a megüresedést – annál is inkább, mert Józef Piłsudski marsall májusban államcsínyt hajtott végre és átvette a teljhatalmat Lengyelországban. Hlond püspököt a pápa azért kérette Rómába, hogy tanácsot kérjen tőle, ki lenne a legalkalmasabb utód a prímási székben. A püspök szerényen felsorolta az összes szóba jöhető jelöltet, mindegyikről lelkesedéssel beszélt, ecsetelte emberi és papi erényeiket, de önmagát kihagyta a püspökök közül. A pápa alig másfél óra elteltével megunta a szócséplést és Hlond túlzott szerénységét. Azt mondta a barátjának: „eminenciád azonnal fejezze be!” Hlond püspök meghökkent. De hiszen ő nem bíboros! Szerényen helyreigazította a pápa vélt tévedését. Erre XI. Piusz elnevette magát. „Te szent ember! Ne légy ennyire szerény! Különben is úgy tudom, a pápa tévedhetetlen!” Aztán hozzátette: „Bíboros úr, te leszel az új lengyel prímás és poznań-gnieznói érsek! A kiváló szervezőmunkádra ott még nagyobb szükség van…” A poznań-gnieznói érseki és lengyel prímási kinevezést Hlond még aznap, 1926. június 24-én átvette, de mivel nem tudta megvárni a konzisztóriumot, a bíborosi kinevezést már csak egy évvel később vehette kézhez.

## Új egyházi szervezetek létrehozója, a zsidópogromok és az antiszemitizmus ellenzője
Hlond prímás hivatalának első pillanatától kezdve az ország függetlenségének visszanyerésével kapcsolatos, a nemzeti egységre való törekvést elősegítő akciók és szervezetek létrejöttét támogatta és irányította. Ilyen volt a Katolikus Akció létrehozása, amelynek előzménye a poznań-gnieznói érsekség területén, 1920-ban megalakult Katolikus Liga volt. Célja a katolikus értékek védelme és népszerűsítése volt, valamint szoros együttműködés kialakítása a legkülönfélébb legális egyházi szervezetekkel és mozgalmakkal. A poznańi székhelyű szervezetnek 1939-ben már 750 ezer tagja volt. Nagyságát bizonyítja, hogy elhatárolódott mind a szélsőjobboldaltól, mind pedig a felforgató baloldaltól. Érdemei elismeréseként Hlond bíboros már 1932-ben megkapta Lengyelország legnagyobb létező kitüntetését – az Order Orła Białegót, a Fehér Sas Rendet. Élesen elítélte az egyház szerint a katolikus családszerkezet szétverésére irányuló baloldali kísérleteket, amelyek házassági törvény megalkotását, a polgári esküvők és a válás elterjesztését próbálták elérni.
Amikor 1936-ban Przytyk területén pogromra került sor, határozott hangú pásztorlevelet írt, amelyet Lengyelország valamennyi templomában többször felolvastak. Ebben egyik oldalról igen keményen elítélte az erőszak alkalmazását, a zsidók üldözését, de ugyanakkor kiemelte: „A zsidóság befolyása a hagyományainkra káros, kiadványaik pedig hirdetik a pornográfiát. Tény, hogy a zsidók csalásokat követnek el, nem riadnak vissza az uzsorától és élő áruval kereskednek. Az is tény, hogy a zsidó ifjúság befolyása a katolikus ifjúságra az iskolákban mind vallási, mind etikai szempontból káros.”

## Apostoli tevékenysége
Hlond bíboros a katolikus vallás védelme érdekében kiadott számtalan hangos pásztorlevelének köszönhetően elnyerte a „Nemzet Tanítója” címet. Igen erélyesen támogatta a különböző nemzetközi eucharisztikus világkongresszusokon való részvételt, 1927-ben Poznańban megszervezte a Nemzetközi Missziós Kongresszust. Az 1930-ban megszervezett Eucharisztikus Kongresszus mellett Poznań valamennyi plébániája területén, 1931-ben kerek egy hónapig tartó missziót szervezett, és 1932-ben Poznańban felszentelte a Hála Emlékművet (Pomnik Wdzięczności), hogy ezzel is fellángoljon a hívekben a Jézus Szíve kultusza.
Négy évvel később Częstochowában, a Jasna Górán pápai legátusként összehívta az I. Általános Zsinatot, majd egy évvel később Poznańban pápai legátusként Krisztus Király I. Nemzetközi Kongresszus elnöke. A poznańi Kollegiatában 1937-ben szentelte fel a Legszentebb Szentség Kápolnáját. Közben erőteljesen védte a katolikus házasság intézményének szentségét, és ennek jegyében ünnepséget rendezett a Szent Család tiszteletére.

## A világháborús emigrációban és náci börtönökben
Amikor 1939 szeptemberében Lengyelországot lerohanták a szovjet és a hitlerista agresszorok, Hlond prímás a kormánnyal együtt elhagyta az országot. Először Romániába ment, ahol a lengyel Mościcki államelnök először az ő személyét nézte ki potenciális emigrációs elnökjelöltnek. De a bíboros lemondott erről a lehetőségről. Az általa kijelölt Bolesław Wieniawa-Długoszowski a miniszterelnöki tisztségre akarta jelölni a prímást, de ezt a lehetőséget is elutasította. Magyarországon át – ahol titokban találkozott Serédi Jusztinián hercegprímással és a lengyel vezetőkkel – 1939. szeptember 19-én érkezett meg Rómába. Itt azzal szolgálta Lengyelország ügyét, hogy a Vatikáni Rádióban beszédeket mondott, a sajtónak interjúkat adott és a személyes kapcsolatait vetette latba. Mivel Olaszország háborúra készült Franciaország ellen, el kellett hagynia a Vatikánt. 1940. június 9-étől 1943. április 6-áig Lourdes-ban tartózkodott, ahol a nyugati vezetőket a megszállt Lengyelországban kialakult helyzetről tájékoztatta. Innen irányította a megszállt területek egyházi közigazgatását a Svájcon, Ausztrián, Magyarországon és Szlovákián át közlekedő, a lengyel ellenállási mozgalmat szolgáló futárok segítségével, akik munkáját Budapestről a Lengyel Intézet egyik vezetője és a bíboros régi poznańi barátja, Zdzisław Antoniewicz újságíró szervezte. A Vichy-féle bábkormány nyomására az Aix-les-Bains melletti hautecombe-i apátságba költözött át. 1944. február 3-án letartóztatta a Gestapo és Párizsba internálta, majd egymás után a vesztfáliai, bar-le-duci és wiedenbrücki kolostorokban tartották fogva. Összesen 14 hónapot töltött német börtönökben.

## Szerepelt a szovjet NKVD körözőlistáján, mégis hazatért dolgozni
Amikor Hlond bíborost kiszabadították az amerikaiak, azonnal Rómába utazott, majd a lengyel emigrációs kormány tiltakozása ellenére 1945. július 20-án hazatért Poznańba. Nagy hősiességről tett tanúbizonyságot, amikor az emigrációs hatóságok véleménye dacára hazatért annak ellenére, hogy a kollaboráns „lublini kormány” éppen akkor tartóztatta le a földalatti lengyel állam képviselőit, a Tizenhatokat, de ő maga is a szovjet NKVD és a kollaboráns biztonsági szervek feketelistáján szerepelt. Titokban tartotta hazatérésének az időpontját, mert tudomására jutottak a letartóztatására vonatkozó tervek. Hlond bíboros Lengyelországba mindennemű csehszlovák átutazó és lengyel beutazó vízum nélkül érkezett, ami már önmagában is nagy merészség volt. Prágán, Kłodzkón és Wrocławon át utazott Poznańba mindössze néhány pap és polgári személy társaságában. A csoportot bármikor lelőhették volna a csehek, a németek, a szovjetek, vagy akár a mindenütt szép számmal garázdálkodó rablók és szabadcsapatok. „Miért féltem volna, hiszen az Isten velünk volt…” – mesélte végtelen szerénységgel későbbi utódjának, Antoni Baraniak prímási titkárnak. Két évvel később a szovjetbarát állambiztonsági szervek jelentésében úgy szerepelt mint „a legnagyobb lengyel fasiszta”.

## Átszervezi az egyházi közigazgatást, a prímási székhelyt Varsóba költözteti
Az idő múlásával nemcsak történelmi szerepének kihangsúlyozása fog növekedni, de lelkipásztori érdemei is. Talán élete legnagyobb műve az volt, hogy a Lengyelországhoz visszakerült nyugati területeken nagyon gyorsan (1945 nyarán és őszén) felállította a lengyel egyházi közigazgatást – a plébániák sokasága mellett az önálló apostoli kormányzóságokat is, amelyek fáradhatatlan munkájának köszönhetően és a pápától kapott messzemenő támogatásnak hála, fokozatosan átalakultak egyházmegyékké és főegyházmegyékké. Hlond bíborosnak két tűz közé szorulva kellett intézkednie, hiszen a szovjet és a szovjetbarát hatóságok lesték minden egyes botlását, de a tevékenységét élesen támadták a német egyházi méltóságok is, élükön Adolf Bertram (1859–1945) bíboros, wrocławi metropolitával. A német főpásztorok nem akarták átadni a lengyeleknek a nyugati egyházi területek közigazgatását, de Hlond bíboros óriási egyházi tekintélye azt eredményezte, hogy a német püspökök és érsekek Wrocławban, Gdańskban, Kamień Pomorskiben, Gorzówban, Olsztynban és Opoléban sorra lemondtak a tisztségükről és visszavonultak. Így nevezhette ki dr. Karol Milik érseket a wrocławi főegyházmegye élére, dr. Edmund Nowicki püspököt Gorzówba, és dr. Bolesław Komineket Opoléba. Ezzel egyidejűleg kérte a pápától a prímási székhelynek Varsóba történő áthelyezését. Ennek nyomán XII. Piusz pápa felszámolta az 1821-től létező perszonáluniót a gnieznói és a poznańi főegyházmegyék között és létrehozta az új gniezno-varsói főegyházmegyét, melynek élére kinevezte a prímást.
Új vársói érsekként a hitleristák és a sztálinisták által lerombolt varsói templomok újjáépítését tűzte ki célul. Akárcsak utódai, Hlond bíboros sem hitt abban, hogy a megszállóknak sikerül Lengyelországot, a lengyeleket kommunistákká tenni, ezért 1948. május 24-én emelt hangú pásztorlevelet intézett honfitársaihoz, amelyben bátorságra, kitartásra és a katolikus hit erősítésére szólította fel őket. A Lublini Katolikus Tudományegyetem díszdoktorrá avatta. 1948. október 22-én távozott a Teremtőhöz. Halála után a varsói Szent János-főszékesegyház kriptájában lelt örök nyugalomra.

## Bibliográfia
- Ksiądz Kardynał dr August Hlond Prymas Polski. Działalność i dzieła, Katowice 1998.
- Prymas Polski August Kardynał Hlond, pr. zb. pod red. P. Wieczorka, Katowice, 1992
- Poznańi érsekek listája
- Tomasz Serwatka: Kardynał Prymas August Hlond a Dolny Śląsk (1945-1948), Nowe Życie, 2004, júniusi-júliusi száma
- Ks.Jan Konieczny TChr: SŁUGA BOŻY KARD. AUGUST HLOND
- Tadeusz Krahel: Tragiczny marzec 1942 roku
- Stanisław Tomoń: Polska zapomina … się?
- Łukasz Adamski, Pius XII antykomunistyczny Kapelan Zachodu
- Marian Górniak Ochr: Bogdan Leśniak SJ, Chrystusowcy chroniący i pielęgnujący polskość
- Marian Górniak Ochr: Bogdan Leśniak SJ, Powołanie Towarzystwa Chrystusowego dla Polonii Zagranicznej
- Jadwiga Knie-Górna: Nieustraszone serce
- Piotr Samerek: Ambasada polska: Koniec wojny, czyli na rozdrożu. Księgarnia św. Jacka, Kiermasz "Książka pod choinkę"
- Piotr Samerek: Wobec pogarszania się polskiej sytuacji
- Piotr Samerek: Sytuacja finansowa ambasady
- Andrzej Podchojecki: Kardynał August Hlond wobec problemów państwa i narodu. Nowe Życie, 2007, februári száma
- ks. Wojciech Necel SChr: Kardynał August Hlond Prymas Polski. Współcześni wspominają Sługę Bożego Kard. Augusta Hlonda. ISBN 83-85203-16-8 – Wydawnictwo Towarzystwa Chrystusowego ul. Panny Marii 4, PL-60-962 Poznań
- Red. Ks. Grzegorz Polok: Ks. Kardynał August Hlond – społeczny wymiar nauczania. ISBN 83-7246-993-8, ISBN 83-7030-479-6 – AKADEMIA EKONOMICZNA im. KAROLA ADAMIECKIEGO ul. 1 MAJA 50 40-287 KATOWICE
- Norbert Wolff SDB: Die salesianische Vorgeschichte August Hlonds – Frankfurter Allgemeine Zeitung, Nr. 69, 22 Marca 2000
- Stanisław Podlewski: Wierni Bogu i Ojczyźnie. Duchowieństwo katolickie w walce o niepodległość Polski w II wojnie światowej. Wydawnictwo Novum. Nakładem Ars Christiana, Warszawa 1971
- Edward J. Pałyga: Polsko-watykańskie stosunki dyplomatyczne. Od zarania II Rzeczypospolitej do pontyfikatu papieża – Polaka. Instytut Wydawniczy Związków Zawodowych, Warszawa 1988 ISBN 83-202-0572-7
- Tadeusz Nowak: Zanim powstała „Solidarność”. Posłowie Józef Życiński. Norbertinum, Lublin 2005 ISBN 83-7222-236-3
- Zdzisław Antoniewicz: Rozbitkowie na Węgrzech. Wspomnienia z lat 1939-1946. Ludowa Spółzielnia Wydawnicza, Warszawa 1987 ISBN 83-205-3801-7
- Stefan Badeni: Wczoraj i Przedwczoraj. Katolicki Ośrodek Wydawniczy „Veritas”, 12 Praed Mews, London, W.2. 1963
- Jerzy Kłoczkowski – Lidia Müllerowa – Jan Skarbek: A katolikus egyház Lengyelországban. Kiadja a Magyar Katolikus Püspöki Kar Egyháztörténeti Bizottsága, Budapest, 1994 ISBN 963-00-1729-6

## Emlékezete
A kőbányai lengyel nemzetiségi templom falán 1930-tól emléktáblája volt, amit 1945-ben áthelyeztek.